# Woodstock (Oxfordshire)
Woodstock è una città di 2 924 abitanti della contea dell'Oxfordshire, in Inghilterra. Si trova a circa 12 km dal capoluogo Oxford e a meno di 100 km da Londra.
Woodstock, percorso dal piccolo fiume Glyme, ospita il museo dello Oxfordshire, dove si possono trovare varie collezioni di storia locale, arte, archeologia e paesaggio. Il museo è gestito dallo Oxfordshire County Council e si trova in una grande casa storica, la "Fletcher's House". Dietro l'edificio si trova anche uno spazioso giardino. L'entrata è gratuita.
La squadra di calcio locale, Old Woodstock Town, milita attualmente nella Hellenic Football League.
A Woodstock si trova la Oxford School of Drama, una delle più prestigiose scuole teatrali in tutto il Regno Unito.

## Blenheim Palace
Una delle maggiori attrazioni di Woodstock è senza dubbio Blenheim Palace. Il palazzo, inserito tra i Patrimoni dell'Umanità dell'UNESCO, fu costruito tra il 1705 e 1722 come ricompensa a John Churchill per le vittorie militari contro la Francia. 
In stile barocco, è uno dei pochi esempi di fusione tra residenza familiare, mausoleo e monumento nazionale.
A Blenheim Palace nacque nel 1874 Winston Churchill, primo ministro del Regno Unito dal 1940 al 1945 e successivamente dal 1951 al 1955.